# Anna Eugenia Picco
Anna Eugenia Picco (ur. 8 listopada 1867 w Crescenzago, zm. 7 września 1921 w Parmie) – Błogosławiona Kościoła katolickiego, włoska zakonnica.

## Życiorys
Urodziła się w miasteczku Crescenzago, dzisiejszej dzielnicy Mediolanu. Była córką Giuseppe Picco słynnego muzyka i Adelaide Del Corno. W wieku 20 lat wstąpiła do zgromadzenia Małych Sióstr Najświętszych Serc Jezusa i Maryi w Mediolanie i rozpoczęła nowicjat w Parmie. W 1894 roku złożyła śluby wieczyste, a potem podjęła obowiązki mistrzyni nowicjatu. Od 1911 roku była przełożoną generalną zgromadzenia. Cierpiała na chorobę zwyrodnieniową kości, z powodu której w 1919 roku amputowano jej prawą nogę. Zmarła w opinii świętości. Została beatyfikowana przez papieża Jana Pawła II w dniu 7 października 2001 roku.